# Menhir di Champ-Dolent
Il menhir di Champ-Dolent (in francese: Menhir du/de Champ-Dolent) è un menhir eretto su un altopiano nei pressi di Dol-de-Bretagne, nel dipartimento dell'Ille-et-Vilaine. 
Con i suoi 9,5 metri di altezza (e se si esclude il grande menhir di Locmariaquer, spezzato però in quattro tronconi) è il più alto monumento megalitico della Bretagna e risalirebbe al Neolitico

È classificato come monumento storico dal Ministero della Cultura francese dal 1889.

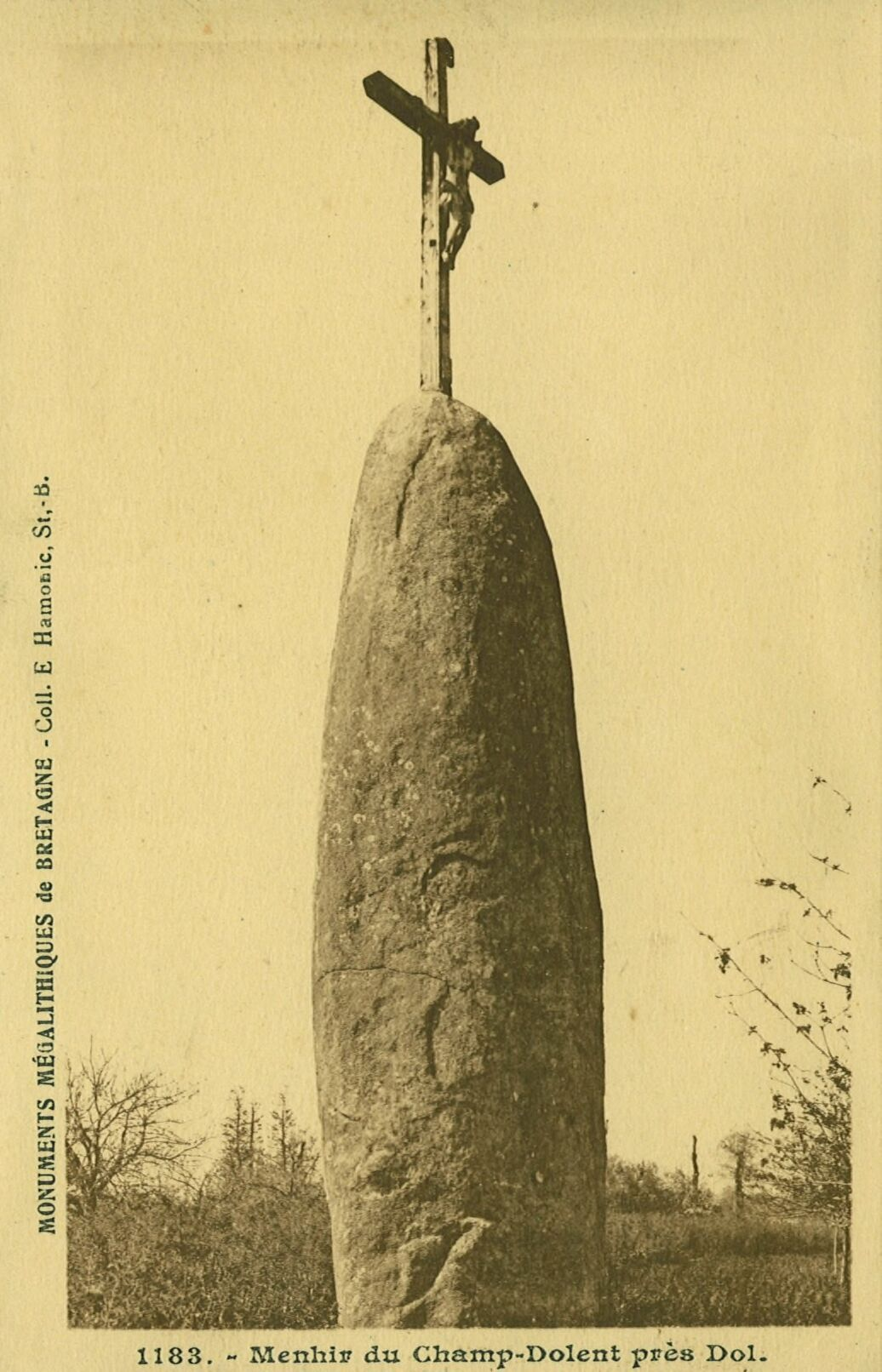
Menhir di Champ-Dolent in una cartolina illustrata in cui si vede la croce cristiana oggi smontata.

Come accaduto ad altri menhir (ne è un celebre esempio il menhir di Saint-Uzec), anche il menhir di Champ-Dolent è stato fatto oggetto di tentativi di cristianizzazione, come dimostrano alcune immagini del XIX secolo, nelle quali è visibile una croce nella sua sommità.

## Ubicazione
Il sito è ubicato a circa 2 km da Dol-de-Bretagne.

## Caratteristiche

### Materiale
Il menhir è stato realizzato in granito rosa  estratto da una cava di granito a 4 km di distanza dal sito.
È fissato al terreno da un grosso masso di dolerite  la cui profondità è circa il 10% dell'altezza visibile.

### Dimensioni
Il menhir di Champ-Dolent raggiunge un'altezza di 9,30 metri, una larghezza media di 1,80 m ed ha una circonferenza di 8,70 m e 1 m di spessore. 

Il suo peso complessivo è di circa 100/150 tonnellate.

## Leggende e superstizioni

### Leggende sulle origini del menhir e del nome "Champ-Dolent"
Secondo un leggenda, il menhir sarebbe caduto dal cielo con lo scopo di separare due fratelli in lotta tra loro. Da questa leggenda, forse ricollegabile ad una battaglia realmente avvenuta nel 560 a Dol-de-Bretagne tra re Clotario e suo figlio Chramme, deriverebbe anche il nome del luogo, Champ-Dolent, che significherebbe "Campo del dolore". Secondo un'altra teoria "Champ Dolent" significherebbe invece "pietra del cammino di Dol".
Secondo un'altra leggenda, il menhir sarebbe un pezzo del campanile della Cattedrale di Dol-de-Bretagne, finito in un campo a qualche chilometro di distanza dopo essere stato colpito con una roccia lanciata dal diavolo dal Monte Dol, nel tentativo di distruggere l'edificio appena costruito da San Samson.

### Superstizioni
Al menhir di Champ-Dolent sono legate anche alcune superstizioni popolari, come quella secondo cui il menhir tenderebbe a sprofondare nel terreno ogni qual volta una persona muore e che il giorno in cui si sarà interrato completamente, sarà il giorno del giudizio.